# Amphipsylla georgica
Amphipsylla georgica är en loppart som beskrevs av Savenko 1949. Amphipsylla georgica ingår i släktet Amphipsylla och familjen smågnagarloppor. Inga underarter finns listade i Catalogue of Life.